# Abbaye de Kingswood
L’abbaye de Kingswood est une ancienne abbaye cistercienne située dans la ville de Wotton-under-Edge, dans le district de Stroud (Gloucestershire), en Angleterre. Comme la plupart des abbayes britanniques, elle a été fermée par Henry VIII durant la campagne de dissolution des monastères.

## Histoire

### Première fondation de l'abbaye et transfert à Hazleton
L'abbaye a été créée à la demande de William, Baron Berkeley, qui voulait par là honorer la mémoire de son oncle Roger II. Il demande donc aux moines de Tintern de venir construire le monastère à Kingswood, dans le site de Acholt, don confirmé par la reine Mathilde.
Cependant, le site choisi pour la construction n'était pas l'actuel. Ce premier site est confisqué par Étienne d'Angleterre durant la guerre civile. Les moines décident d'aller fonder l'abbaye dans un lieu plus protégé, à Hazleton (en).

### Seconde fondation à Kingswood
Dans le nouveau site de Hazleton, les moines sont rapidement persécutés par Reginald de St. Waleric, qui les chasse de ce lieu, probablement en 1147. Ils sont donc contraints de revenir à Kingswood, mais dans un site différent, plus proche de l'eau. Roger III de Berkeley leur accorde des droits sur ses terres de Kingswood. Après de nombreuses tractations, Reginald de St. Waleric fait repentance et accepte de rendre aux moines le site de Hazleton, dans lequel la plupart des moines retournent. Mais une sécheresse provoque une gravé pénurie en eau, et les moines sont à nouveau contraints de partir de Hazleton pour Tetbury (en), autre site offert à titre de compensation par Reginald. L'abbaye de Hazleton est transformée en grange dépendant de Kingswood.
Les conflits ne cessent cependant pas. Dès 1149, un chapitre de moines a lieu à l'abbaye de Kirkstead, réunissant les abbés de Tintern et de Waverley, en conflit à propos de Kingswood, ainsi que leur supérieur commun, Philippe, abbé de l'Aumône. La question à régler était celle de la filiation de Kingswood. Waverley comme Tintern la réclamaient ; dans un premier temps, avec l'accord de l'abbé de Tetbury, quatre moines de Waverley étaient venus occuper le nouveau site de Kingswood, qui consistait alors en une grange, et construire la nouvelle abbaye. Dans un second temps, ce chapitre général ordonne aux moines de Waverley de retourner à leur abbaye-mère.

### Moyen Âge
Le Gloucestershire étant à l'époque très boisé, la principale ressource de l'abbaye de Kingswood est l'exploitation du bois. L'abbaye devient un des principaux producteur cisterciens de bois des Îles britanniques.
Au XIVe siècle, le monastère est très fortement touché par la peste noire et il faut toute la générosité des Berkeley, toujours protecteurs de l'abbaye, pour restaurer le monastère, qui ne retrouve sa splendeur que vers 1400.

### Liste des abbés de Kingswood
- Pagan, attesté vers 1149
- Hugh, déposé en 1180
- William, qui devient abbé en 1180, mais est déposé dès 1181
- Eudo, qui lui succède en 1181
- William qui lui succède en 1188, attesté vers 1212
- John, attesté en 1241
- Samson, attesté en 1263
- Robert of Tetbury, attesté en 1303
- Richard, élu en 1319
- John Wodeland, attesté en 1441
- Walter Deryngs, attesté en 1435
- Thomas Neude, attesté en 1470
- Thomas Pyrton élu en 1482
- John Sodbury, attesté en 1503
- Robert Wolaston, attesté en 1515
- William Bewdley, attesté en 1535 et en 1538[5].

### Dissolution du monastère
En 1538, comme l'immense majorité des monastères britanniques, à la suite de la rupture entre Henry VIII et l'Église catholique, l'abbaye de Kingswood est fermée et détruite lors de la campagne de dissolution des monastères. 